# Philaret Drosdow

Philaret Drosdow

Philaret Drosdow (russisch Филарет Дроздов, bürgerlicher Name Василий Михайлович Дроздов/Wassili Michailowitsch Drosdow; * 26. Dezember 1782jul. / 6. Januar 1783greg. in Kolomna; † 19. Novemberjul. / 1. Dezember 1867greg. in Moskau) war von 1826 bis 1867 Metropolit von Moskau.

## Leben

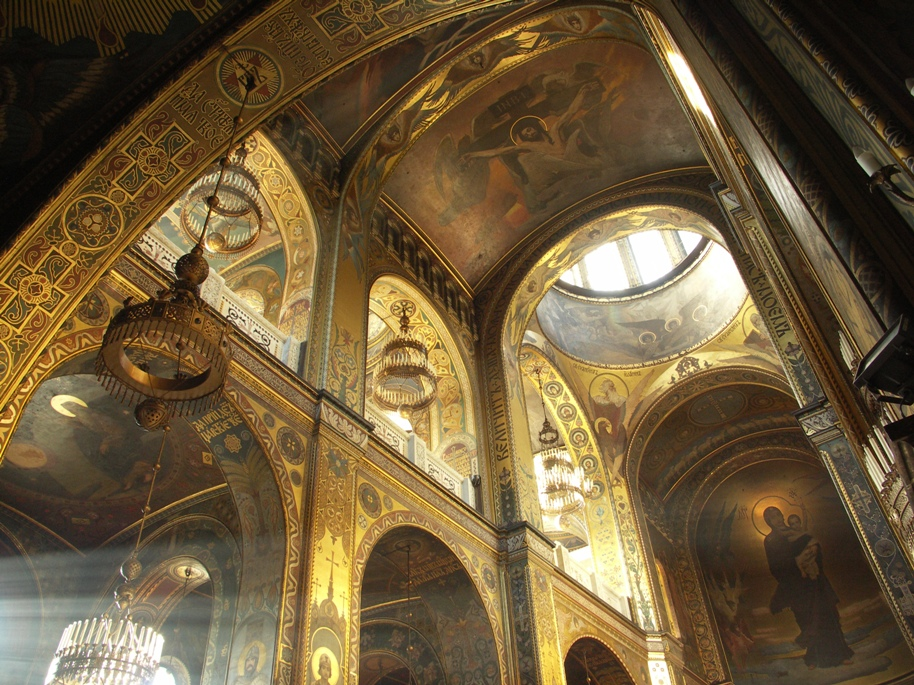
Die Wladimirkathedrale in Kiew wurde auf Anregung von Philaret erbaut.

Wassili wurde in Kolomna, 93 km südöstlich von Moskau, als Sohn von Jewdokija Nikitischna Filippowa und des Diakons Michail Fjodorowitsch Drosdow geboren, der am 13. Januar 1783 zum Priester geweiht wurde. Am 20. Dezember 1791 kam Wassili ins Geistliche Seminar von Kolomna, am 5. März 1800 in die Moskauer Geistliche Akademie in Sergijew Possad. Bei der Mönchsweihe am 16. November 1808 erhielt er den Namen Philaret. Sein Namenspatron war der hl. Philaret der Barmherzige († um 792 in Konstantinopel). Am Osterfest 1809 wurde Drosdow im Alexander-Newski-Kloster in St. Petersburg zum Priestermönch geweiht. Er unterrichtete an der Geistlichen Akademie in St. Petersburg Altes Testament und Kirchengeschichte. Am 8. Juli 1811 wurde er Archimandrit. Am 13. August 1814 verlieh man ihm den damals seltenen Grad eines Doktors der Theologie. 1817 wurde er Bischof von Reval, 1819 Erzbischof von Twer, 1820 Erzbischof von Jaroslawl und am 3. Juli 1821 Erzbischof von Moskau und Kolomenskoje sowie Hegumen (Abt) des Dreifaltigkeitsklosters von Sergijew Possad. Er verfasste einen Katechismus, bemühte sich um russische Bibelübersetzung, hielt zahlreiche Predigten und beriet die Kirchenleitung. Er starb 1867 in Moskau. 1994 wurde er kanonisiert (heiliggesprochen). Sein Gedenktag ist der 19. November. Sein Grabmal befindet sich in der Kathedrale Christi des Erlösers in Moskau.
1828 wurde er Ehrenmitglied der Russischen Akademie der Wissenschaften in St. Petersburg.

## Werke
- Isbrannye trudy. Hrsg. P. Chondsinskij und A. I. Jakowlew. Moskau 2003.
- Mnenija, otsyvy i pisma. Hrsg. L. K. Brodskij. Moskau 1905.
- Perewod Ewangelija ot Ioanna na russkij jasyk. St. Petersburg 1819.
- Pisma Filareta. Hrsg. Sawwa (Tichomirow). 2 Bände. Twer 1888.
- Polnoe sobranie resoljuzij. Hrsg. I. N. Korssunskij und V. S. Markow. 7 Bände. Moskau 1903–1916.
- Prisowite Boga w pomoschtsch.- Pisma o duchownoj schizni. Hrsg. Nikon (Parimantschuk). Moskau 2006.
- Prostrannyj christianskij katichisis. St. Petersburg 1823.
- Slowa i retschi. 5 Bände. Moskau 1844–1848.
- Sobranie mnenij i otsywow. Hrsg. Sawwa (Tichomirow). 6 Bände. St. Petersburg 1885–1888.
- Sapiski rukowodstwujuschtschija k osnowatelnomu rasumeniju knigi Bytija. Moskau 1867.
- Ausführlicher christlicher Catechismus. Übersetzt von Heinrich Blumenthal. In: Heinrich Blumenthal: Geschichte der Kirche Russlands von Filaret (Gumilevskij). Band 2. Frankfurt am Main 1872, S. 293–399.
- Select Sermons. London 1873.
- Choix de sermons. Übersetzt von A. Serpinet. 3 Bände. Paris 1866.